# Gay-Bar

Prinzknecht, eine Gay-Bar in Berlin-Schöneberg

Eine Gay-Bar ist allgemein definiert als ein Lokal, das Getränke an ein homosexuelles Publikum anbietet (engl. Gay). Der Begriff Schwulenbar kann sich spezifisch auf eine Bar beziehen, die überwiegend von Männern besucht wird.

## Geschichte
1885 wurde die Bar Zanzibar in der französischen Stadt Cannes eröffnet. Dies gilt als die erste Schwulenbar in Europa und der Welt. Zu Beginn des 20. Jahrhunderts wurden an verschiedenen Orten weltweit ähnliche Bars eröffnet. Zu den prominentesten Einrichtungen zählen The Cave of the Golden Calf in London, eröffnet im Jahr 1912, das als schwule Version eines Gentlemen-Clubs angesehen wurde und ein aristokratisches Publikum ansprach. Ebenso erwähnenswert ist das Centralhjørnet in Kopenhagen, das 1917 zunächst als „Treffpunkt für Männer“ etabliert wurde und erst 1955 offiziell den Status einer Schwulenbar erhielt. Im deutschsprachigen Raum wurde 1896 in Wien das Café Savoy eröffnet, das als ältestes schwulenorientiertes Lokal Österreichs gilt. Genauso blühte nach dem Ersten Weltkrieg in den 1920er Jahren die Schwulenszene in Berlin auf und die ersten Lokale für Schwule wurden eröffnet. Eines der berühmtesten war das Eldorado mit seinen Transvestiten-Shows, wo sich häufig homosexuelle Männer und Frauen einfanden. In derselben Stadt gründete Lotte Hahm den Damenklub Violetta, der zwischen 1926 und 1933 betrieben wurde, einen der ersten lesbischen Nachtclubs in der Weimarer Republik. Auf diese Weise wurden Gay-Bars zu einem wichtigen Ort für homosexuelle Menschen, an dem sie in einem für sie vorgesehenen Raum miteinander interagieren konnten, wobei der Zweck der Begegnungen – im Gegensatz zum Cruising – nicht sexueller Natur unbedingt war.
Eine Razzia der US-Polizei im Juni 1969 im Stonewall Inn, einer bekannten Schwulenbar in New York City, löste eine Reihe von Unruhen aus, die die Homosexuellenbewegung in den Vereinigten Staaten und auf der ganzen Welt wiederbelebten. Die Bar Julius war bereits im Juni 1966 in der Stadt eröffnet worden und hatte damit gegen ein Gesetz verstoßen, das den Verkauf von Alkohol an Homosexuelle in New York verbot, weil sie als „Unruhestifter“ galten.